# 왕지네
왕지네(영어: Chinese red-headed centipede, 학명: Scolopendra subspinipes mutilans)는 중국, 한국, 일본 등 여러 아시아권 국가에 분포한다. 크게 다리가 노란 것과 빨간 것, 주황색을 띄는 것 세 가지 개체변이가 있다. 빛깔은 흑록색이고 머리는 붉은색이다. 다리는 빨간색, 주황색, 노란색이 있으며 색깔에 따라 레드렉, 오렌지렉, 열로우렉 모프로 분류된다. 몸은 수많은 마디로 이루어져 있으며 마디마다 1쌍 또는 2쌍의 다리가 있다. 다리는 21쌍이고 마지막 1쌍의 다리는 다른 다리보다 길고 보행에는 쓰이지 않는다. 머리 양옆에 4개씩의 홑눈이 있다. 구기(口器)에 턱다리가 있고 그 끝이 날카로운 발톱으로 되어 있으며, 독샘이 있다. 독은 사람에 따라 가벼운 정도이거나, 격렬한 통증을 느끼며 며칠 계속되는 수도 있다. 독은 산성이므로 암모니아수(알칼리성 물질)를 바르면 가라앉는다. 곤충류·거미류를 잡아먹으며, 때로는 개구리 등 작은 동물도 먹는다. 자웅이체로 난생이다. 봄부터 초여름에 걸쳐 산란한다. 암컷이 몸을 광주리 모양으로 구부려 10∼20개의 알을 품어 보호한다. 포란기간은 약 8주이며, 갓 태어난 새끼(pedeling)는 2회의 탈피를 거쳐 유체가 된다.
비슷한 종으로는 장수지네가 있다.

## 쓰임새
한약재로도 쓰이며 오공(蜈蚣)이라고 칭한다. 지네 특유의 독이 강해서 약재로 사용할 때도 주의를 기해야 한다.
농촌진흥청은 왕지네에서 추출한 항균 펩타이드에 왕지네 학명인 Scolopendra를 적용하여 ‘스콜로펜드라신(scolopendrasin)Ⅰ’으로 이름 붙였다. 스콜로펜드라신Ⅰ은 수많은 사람들이 고통 받고 있는 아토피 피부염을 치유하는데 효능이 탁월한 것으로 나타났다. 농촌진흥청은 ‘스콜로펜드라신Ⅰ’에 대해 화장품 개발 관련 기술 이전을 받은 업체 중 한 곳인 피앤에스생명과학은 ‘스콜로펜드라신Ⅰ’ 물질이 함유된 화장품을 개발해 제품을 출시했으며, 현재 다른 업체들도 상용화를 위한 시제품 개발에 박차를 가하고 있다. 농촌진흥청 곤충산업과의 황재삼 농업연구관은 “아토피 치유에 효능이 있는 ‘스콜로펜드라신Ⅰ’ 물질이 앞으로 화장품뿐만 아니라 의약품 소재 등 다양한 분야에서 널리 활용될 수 있도록 상용화에 더욱 박차를 가하겠다”라고 말했다. 황재삼 농업연구관은 전통의학에서 지네의 의학적 효능에 대한 힌트를 얻었고, 이 효능들은 항균과도 밀접한 관계가 있기 때문에 왕지네를 실험대상으로 선택한 것이라고 밝혔다.